# Фрагментация данных
Фрагментация данных — процесс, при котором файлы и данные разбиваются на фрагменты или блоки, которые затем хранятся необязательно последовательно на диске. Фрагментация происходит из-за добавления, удаления и изменения файлов, что приводит к тому, что файлы могут быть разделены на несколько фрагментов, расположенных в разных частях диска. Это может снизить производительность системы из-за увеличения времени доступа к данным.
Существуют два основных типа фрагментации:
1. Внешняя фрагментация: Внешняя фрагментация происходит, когда свободное пространство на диске разбито на много небольших фрагментов, которые не могут быть использованы для хранения больших файлов или данных.
2. Внутренняя фрагментация: Внутренняя фрагментация возникает, когда блоки памяти или дискового пространства больше, чем требуется для хранения конкретной порции данных. Например, если блок памяти имеет фиксированный размер, а данные занимают меньше места, то оставшееся пространство в блоке является внутренней фрагментацией.

Чтобы снизить фрагментацию и улучшить производительность системы, можно использовать следующие способы:
1. Дефрагментация: Процесс дефрагментации помогает объединить фрагментированные файлы и данные, расположенные на диске, чтобы улучшить скорость доступа к ним.
2. Использование динамического выделения памяти: Использование алгоритмов выделения памяти, таких как алгоритмы первого подходящего или наилучшего подходящего соответствия, может помочь уменьшить внутреннюю фрагментацию.
3. Хорошее планирование хранения данных: При проектировании системы необходимо учитывать возможную фрагментацию и планировать хранение данных таким образом, чтобы минимизировать ее влияние.
4. Использование файловых систем с учетом фрагментации: Некоторые файловые системы, такие как NTFS в Windows или ext4 в Linux, имеют механизмы для управления фрагментацией.